# Luka Pasariček
Luka Pasariček (Zagabria, 12 marzo 1998) è un calciatore croato, centrocampista del Rudeš.

## Carriera

### Club
Cresciuto nei settori giovanili di NK Zagabria e Dinamo Zagabria, il 14 ottobre 2016 firma un contratto con l'Hajduk Spalato II. Debutta in 2. HNL il 25 agosto 2017 subentrando al posto di Josip Bašić nella trasferta persa 2-1 contro il Sesvete. Il 29 gennaio 2019 viene ceduto in prestito al Rudeš. Successivamente si accasa nel Dubrava per poi passare nel febbraio 2020 tra le file del Hrvatski Dragovoljac. L'8 agosto 2021 fa il suo esordio in 1. HNL, subentra a Vinko Petković nel match perso contro l'Osijek (1-2). Dopo due stagioni e mezzo nei Crni, nell'agosto 2022 ritorna nuovamente nel Rudeš firmando un contratto biennale. Il 30 luglio 2023 mette a referto una doppietta nel match di campionato perso contro l'Osijek (3-4).

### Nazionale
Ha giocato numerose partite con le varie nazionali giovanili croate.

## Statistiche

### Cronologia presenze e reti in nazionale
| Cronologia completa delle presenze e delle reti in nazionale ― Croazia under 19 | Cronologia completa delle presenze e delle reti in nazionale ― Croazia under 19 | Cronologia completa delle presenze e delle reti in nazionale ― Croazia under 19 | Cronologia completa delle presenze e delle reti in nazionale ― Croazia under 19 | Cronologia completa delle presenze e delle reti in nazionale ― Croazia under 19 | Cronologia completa delle presenze e delle reti in nazionale ― Croazia under 19 | Cronologia completa delle presenze e delle reti in nazionale ― Croazia under 19 | Cronologia completa delle presenze e delle reti in nazionale ― Croazia under 19 |
| Data                                                                            | Città                                                                           | In casa                                                                         | Risultato                                                                       | Ospiti                                                                          | Competizione                                                                    | Reti                                                                            | Note                                                                            |
| ------------------------------------------------------------------------------- | ------------------------------------------------------------------------------- | ------------------------------------------------------------------------------- | ------------------------------------------------------------------------------- | ------------------------------------------------------------------------------- | ------------------------------------------------------------------------------- | ------------------------------------------------------------------------------- | ------------------------------------------------------------------------------- |
| 11-8-2016                                                                       | Manzano                                                                         | Italia under 19                                                                 | 0 – 1                                                                           | Croazia under 19                                                                | Amichevole                                                                      | -                                                                               | 77’                                                                             |
| 23-3-2017                                                                       | Paços de Ferreira                                                               | Croazia under 19                                                                | 1 – 2                                                                           | Portogallo under 19                                                             | Qual. Europeo Under-19 2017                                                     | -                                                                               | 86’                                                                             |
| Totale                                                                          |                                                                                 | Presenze                                                                        | 2                                                                               |                                                                                 | Reti                                                                            | 0                                                                               |                                                                                 |

## Palmarès

### Club
- Druga hrvatska nogometna liga: 2

Hrvatski Dragovoljac: 2020-2021
Rudes: 2022-2023